# ضیافت تراژیک
ضیافت تراژیک (ایتالیایی: Tragic Ceremony) با نام اصلی چکیده‌ای از بایگانی‌های مخفی پلیس در یک پایتخت اروپایی (ایتالیایی: Estratto dagli archivi segreti della polizia di una capitale europea) یک فیلم ترسناک به کارگردانی ریکاردو فردا است که در سال ۱۹۷۲ منتشر شد.

## بازیگران
- کامیل کیتون
- لوئیجی پیستیلی
- لوچانا پالوتزی
- ایرینا دمیک
- پل مولر
- خوزه کالوو
- جووانی پتروچی
- آدریانا فاکتی
- میلو کسادا